# Henry Hood, 8. Viscount Hood
Henry Lyttelton Alexander Hood, 8. Viscount Hood (* 16. März 1958) ist ein britischer Adliger und Politiker.

## Leben
Henry Hood ist der älteste Sohn des Alexander Hood, 7. Viscount Hood, aus dessen Ehe mit Diana Maud Lyttelton, Enkelin des Charles Lyttelton, 8. Viscount Cobham. Nach Besuch des Eton College erwarb er am Universität Edinburgh 1981 einen Abschluss als Master of Arts und 1987 eine juristische Befähigung zum Solicitor. Seit 1991 ist er Partner der Kanzlei Hunters Solicitors, wo er sich auf Familienrecht und Mediation spezialisiert hat.
Beim Tod seines Vaters am 2. Oktober 1999 erbte Henry dessen Adelstitel als 8. Viscount Hood, nebst nachgeordneten Titeln. Mit den Titeln war ein Sitz im House of Lords verbunden, in das er am 21. Oktober 1999 feierlich eingeführt wurde und wo er sich der Fraktion der Conservative Party anschloss. Diesen ererbten Sitz verlor er allerdings schon am 11. November 1999 mit Inkrafttreten des House of Lords Acts wieder, da er nicht zu den gewählten erblichen Peers gehörte, die im Oberhaus verblieben. Zwischen 2005 und 2018 trat er insgesamt vierzehnmal, jedoch stets vergeblich, bei Nachwahlen für aus dem Oberhaus ausgeschiedene Mitglieder (aus den Reihen der Conservative Party und der Crossbencher) aus dem Kreis der verbliebenen Erblords nachzurücken, an.
Seit 2008 ist er auch Personal Lord-in-Waiting für Königin Elisabeth II.
Seit 1991 ist er mit Flora Susan Casement (* 1959) verheiratet, mit der er drei Söhne und eine Tochter hat:
- Hon. Archibald Lyttelton Samuel Hood (* 1993);
- Hon. Atticus Michael Alexander Hood (* 1995);
- Hon. Willoughby Henry Caspar Hood (* 1998);
- Hon. Edith Clementine Matilda Hood (* 1998);
- Hon. Darcy Ellen Fynvola Hood (* 2002).